# Tapian Nauli III (Sipahutar)
Tapian Nauli III is een bestuurslaag in het regentschap Tapanuli Utara van de provincie Noord-Sumatra, Indonesië. Tapian Nauli III telt 437 inwoners (volkstelling 2010).